# Municipio de Jessenland
El municipio de Jessenland (en inglés: Jessenland Township) es un municipio ubicado en el condado de Sibley en el estado estadounidense de Minnesota. En el año 2010 tenía una población de 444 habitantes y una densidad poblacional de 4,97 personas por km².

## Geografía
El municipio de Jessenland se encuentra ubicado en las coordenadas 44°35′38″N 93°56′53″O / 44.59389, -93.94806. Según la Oficina del Censo de los Estados Unidos, el municipio tiene una superficie total de 89.3 km², de la cual 86,16 km² corresponden a tierra firme y (3,52 %) 3,15 km² es agua.

## Demografía
Según el censo de 2010, había 444 personas residiendo en el municipio de Jessenland. La densidad de población era de 4,97 hab./km². De los 444 habitantes, el municipio de Jessenland estaba compuesto por el 98,42 % blancos, el 0,68 % eran amerindios, el 0,68 % eran asiáticos, el 0,23 % eran de otras razas. Del total de la población el 2,48 % eran hispanos o latinos de cualquier raza.